# Cromossoma 3

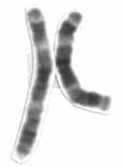
Par de cromossoma 3

O cromossoma 3 é um dos 23 pares de cromossomas do cariótipo humano. Tem aproximadamente 200 milhões de pares de bases, representando 6,5 % da totalidade de DNA presente na célula.
Contém entre 1100 e 1500 genes.

## Alguns Genes
| Locus        | Gene     | Descrição                                                     |
| ------------ | -------- | ------------------------------------------------------------- |
| 3p21.1       | ALAS 1   | 5'aminolevulinato sintase 1                                   |
| 3p25         | BTD      | biotinidase                                                   |
| 3p21.31      | CCR5     | receptor 5 de quimiocina                                      |
| 3p26.3       | CNTN4    | contactina 4                                                  |
| 3p21.1       | COL7A1   | colágeno, tipo 7, alfa 1                                      |
| 3p14.2       | C3orf14  | Fase de leitura aberta 14                                     |
| 3p14.2-p14.1 | MITF     | fator de transcrição associado a microftalmia                 |
| 3p21.3       | MLH1     | homólogo 1 de mutL                                            |
| 3p25         | OXTR     | receptor de oxitocina                                         |
| 3p22-p21.1   | PTHR1    | receptor 1 do hormônio paratireiodal                          |
| 3p21         | SCN5A    | canal de sódio dependente de voltagem tipo 5, subunidade alfa |
| 3p21.31      | SLC25A20 | veículo de transporte de soluto, família 25, membro 15 d      |
| 3p21         | TMIE     | transmembrana do ouvido interno                               |
| 3p25.3       | VHL      | supressor de tumor von Hippel-Lindau                          |
| 3p14.1       | FOXP1    | forkhead box P1                                               |
| 3p26.2       | CRBN     | proteína cereblon                                             |

| Gene   | Descrição                                             |
| ------ | ----------------------------------------------------- |
| ADIPOQ | adiponectina                                          |
| CAMPD1 | camptodactyly                                         |
| CPOX   | coproporfirinogenio oxidase                           |
| HGD    | homogentisate 1,2-dioxygenase                         |
| IFT122 | gene de transporte intraflagelar 122                  |
| MCCC1  | metilcrotonoil-coenzima a carboxilase 1 (alfa)        |
| PCCB   | propionil coenzima a carboxilase. beta polipeptideo   |
| PDCD10 | morte celular programada 10                           |
| PIK3CA | fosfoinositide-3-quinase, catalica, alfa polipeptídeo |
| RAB7   | membro da família dos oncogenes RAS                   |
| RHO    | pigmento visual rodopsina                             |
| SOX2   | fator de transcrição                                  |
| USH3A  | Síndrome de Usher 3A                                  |
| ZNF9   | proteína dedo de zinco 9                              |

## Doenças
Algumas das doenças relacionadas com genes localizados no cromossoma 3:
- Malformação cavernosa cerebral
- Alcaptonúria
- Coproporfiria hereditária
- Cancro colorectal não poliposo hereditário
- Surdez não sindrómica
- Surdez não sindrómica, autossómica recessiva
- Aceruloplasminemia
- Acidemia propiónica
- Distrofia miotónica
- Distrofia miotónica, tipo 2
- Doença de Charcot-Marie-Tooth
- Doença de Charcot-Marie-Tooth, tipo 2
- Síndrome de Brugada
- Porfiria
- Síndrome de Romano-Ward
- Síndrome de Usher
- Síndrome de Usher, tipo III
- Síndrome de von Hippel-Lindau
- Síndrome de Waardenburg
- HHD - Hailey-Hailey Disease